# ArVid

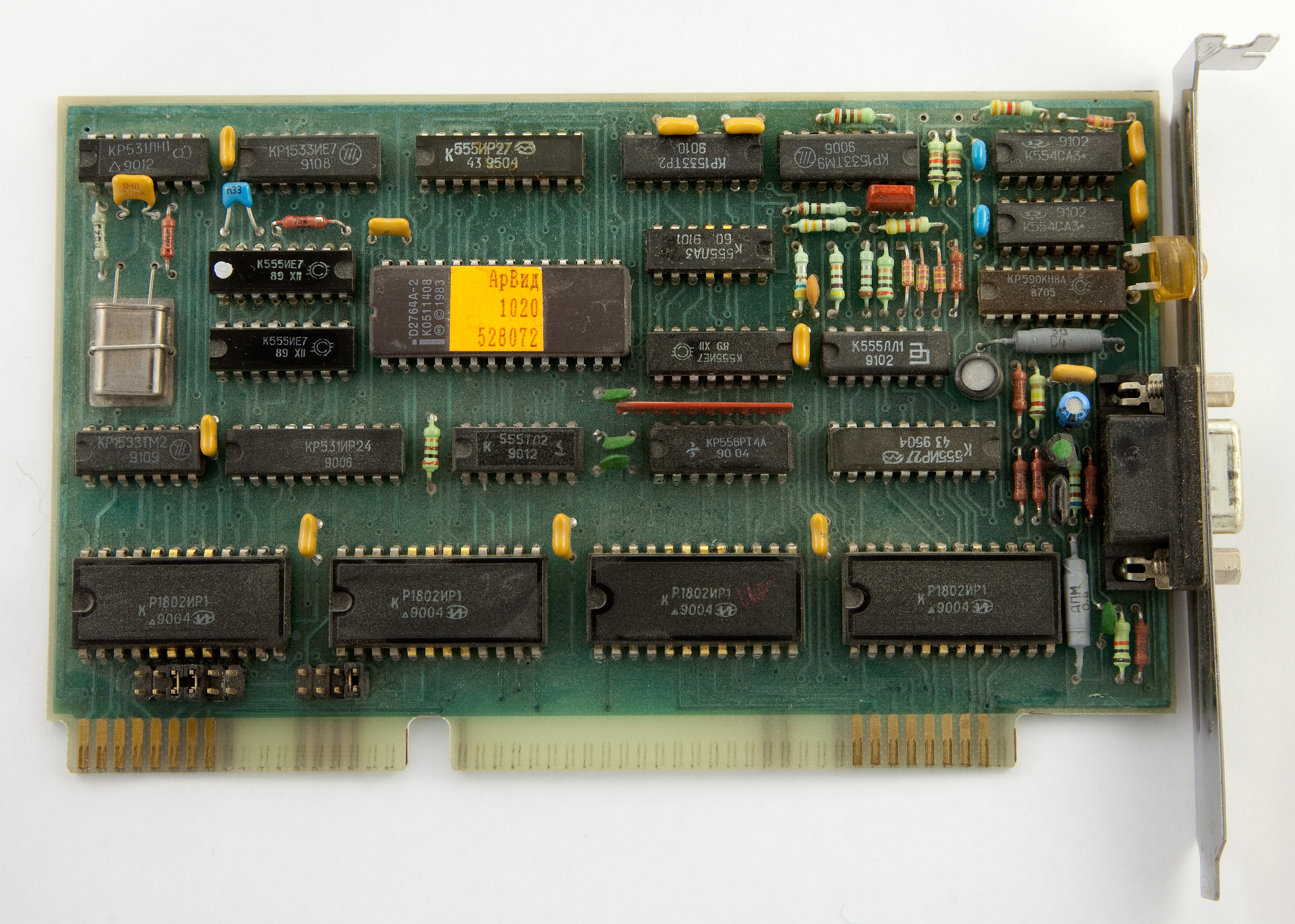
Uma placa ArVid 1020 que faz o uso de um barramento ISA.

O ArVid (em inglês: Archiver on Video; em russo: АрВид, Архиватор на Видео (Arkivator na video) é um solução para backup de dados através do uso de fitas
VHS. Foi muito popular na Rússia e na antiga URSS na década de 90.
Foi produzido na Zelenograd (Зеленоград), Rússia, pela PO KSI.

## Operação
Um aparelho de videocassete é conectado a uma placa ISA com um um cabo de vídeo composto. A operação pode ser controlada por um emulador de controle remoto usando sua LED.
O dispositivo pode ser operado de duas formas: em baixa velocidade a 200 KB/s e em alta velocidade, a 325 KB/s (aproximadamente equivalentes à velocidade de 1.33x e 2.17x de gravação de um CD-R).
Uma fita VHS do tipo E-180 é capaz de guardar 2GB de dados não-comprimidos em baixa velocidade, capacidade esta superior a de muitos discos rígidos de seu período. Isso fez com que o sistema ArVid tivesse uma boa recepção em sua época.

## Características

### Vantagens
- Uso de fitas VHS (sendo estas de baixo custo) para a gravação de backups
- Grande confiabilidade.
- Correção do erro utilizando código de Hamming.
- Fácil cópia entre entre duas unidades de VHS (descartando a necessidade de um computador para a cópia dos dados).

### Desvantagens
- Uso pouco eficiente da capacidade das fitas.
- Pequeno suporte de software.